# Canon EF 40mm f/2.8 STM
El Canon EF 40mm f/2.8 STM és un objectiu fix normal i pancake amb muntura Canon EF.
Aquest, va ser anunciat per Canon el 8 de juny de 2012, amb un preu de venta suggerit de 189€.
Aquest objectiu s'utilitza sobretot per fotografia de carrer.

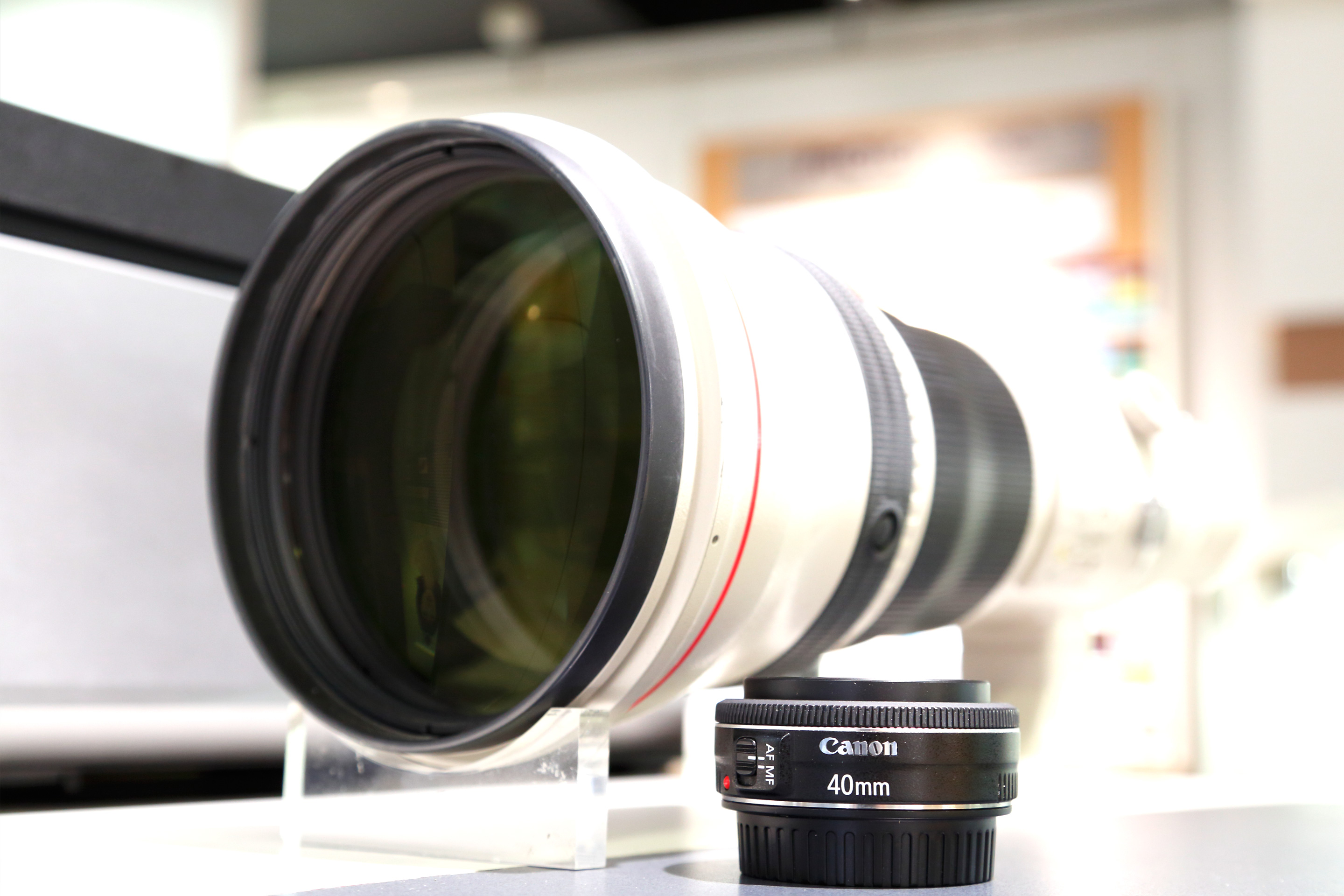
Canon EF 40mm f/2.8 STM comparat amb el teleobjectiu Canon EF 800mm f/5.6L IS USM

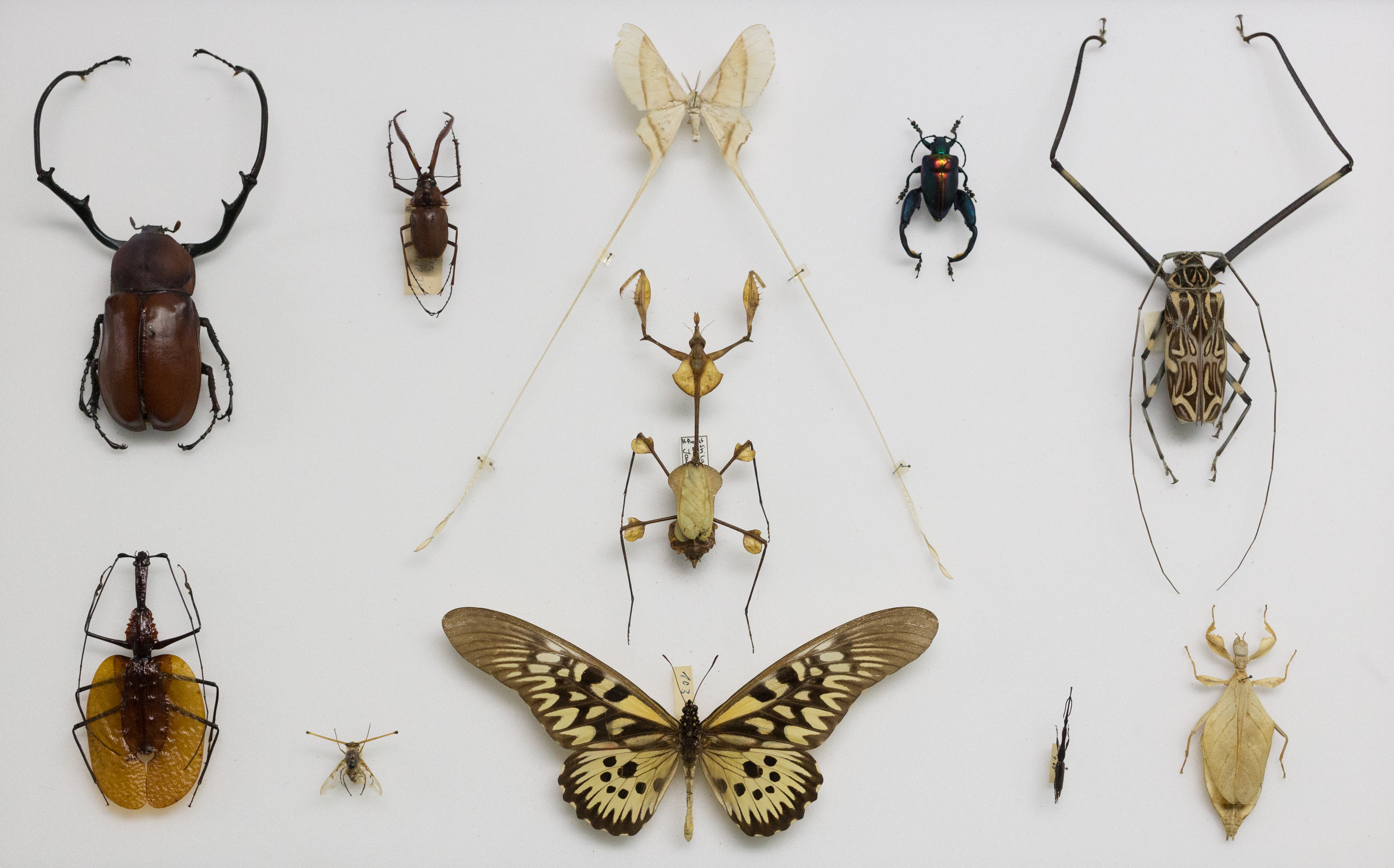
Insectes fotografiats amb el Canon EF 40mm f/2.8 STM

## Característiques
Les seves característiques més destacades són:
- Distància focal: 40mm
- Obertura: f/2.8 - 22
- Motor d'enfocament: STM (Motor d'enfocament pas a pas, silenciós)
- Distància mínima d'enfocament: 30cm
- Rosca de 52mm
- Distorisió òptica de -0,57% (tipus barril)[5]
- A f/4 l'òptica ja rebaixa molt l'ombrejat a les cantonades i a f/5.6 ja gairebé no s'aprecia ombrejat.[5]
- A f/2.8 la qualitat òptica ja és molt bona, però de f/4 a f/8 és on l'objectiu mostra la seva màxima qualitat òptica.[5]

## Construcció[6]
- La muntura és de metall cromat, mentre que la resta de l'objectiu és de plàstic.
- El diafragma consta de 7 fulles, i les 6 lents de l'objectiu estan distribuïdes en 4 grups.
- Consta d'un element asfèric

## Accessoris compatibles[7]
- Tapa E-52 II
- Parasol ES-52
- Filtres de 52mm
- Tapa posterior E
- Funda LP811
- Tub d'extensió EF 12 II
- Tub d'extensió EF 25 II

## Objectius similars amb muntura EF
- Sigma 40mm f/1.4 DG HSM Art[8]
- Voigtlander 40mm f/2 Ultron SL II[9]